# Giorgio De Chirico
Giorgio de Chirico (prononcé : /ˈdʒɔr.dʒo de ki.ˈri.ko/), né le 10 juillet 1888 à Vólos en Thessalie (Grèce), et mort le 20 novembre 1978 à Rome (Italie), est un peintre, sculpteur et écrivain italien dont les œuvres, unanimement admirées des surréalistes jusqu'en 1925, ont ensuite été rejetées tout aussi unanimement. Il est l'un des fondateurs du mouvement de la peinture métaphysique.

## Biographie
Son père, Evaristo, amateur d'art et de voile, ingénieur de Palerme chargé de la construction de lignes de chemin de fer, lui fait découvrir la Grèce antique. Sa mère, Gemma Cervetto, née à Smyrne, en Turquie, d'une famille italienne de la noblesse génoise, est chanteuse d'opéra. Giorgio de Chirico a un frère cadet, Andrea Francesco Alberto De Chirico, connu comme écrivain, peintre et compositeur, sous le nom d'Alberto Savinio.
À l'âge de 12 ans, de Chirico est inscrit à l'Institut polytechnique d'Athènes puis à l'académie des Beaux-arts, où il suit des cours de dessin et de peinture. Après la mort de sa sœur, puis de son père, en 1905, avec sa mère et son frère cadet Andrea (Alberto Savinio), il quitte la Grèce pour Milan puis Munich. Il fréquente l'académie des Beaux-arts où il suit sans enthousiasme les cours du peintre Carl von Marr (1858-1936). de Chirico lui-même reconnaîtra ces formations sans importance. Il découvre les œuvres de Friedrich Nietzsche et Arthur Schopenhauer et les tableaux d'Arnold Böcklin, qui est « le peintre poétiquement le plus profond [et] a été aussi un immense réaliste », et de Max Klinger.
À Florence, durant l'automne 1910, de Chirico commence une série de tableaux dont le mot « énigme » revient souvent dans les titres : Énigme d'un soir d'automne, L'Énigme de l'oracle, L'Énigme de l'heure… Suivant son frère, Andrea de Chirico, devenu peintre lui aussi, Giorgio s'installe à Paris et fréquente les « samedis » de Guillaume Apollinaire, où il rencontre Pablo Picasso. Il expose ses premières œuvres au Salon d'automne de 1912 et 1913. Apollinaire trouve le peintre « inhabile et moderne », mais après la visite d'une exposition que de Chirico a personnellement organisée dans son atelier de la rue Notre-Dame-des-Champs, Apollinaire donne, dans Les Soirées de Paris, un compte rendu plus enthousiaste : « L'art de ce jeune peintre est un art intérieur cérébral qui n'a point de rapport avec celui des peintres qui se sont révélés ces dernières années. Il ne procède ni de Matisse ni de Picasso, il ne vient pas des impressionnistes. Cette originalité est assez nouvelle pour qu'elle mérite d'être signalée. Les sensations très aiguës et très modernes de M. de Chirico prennent d'ordinaire une forme d'architecture. Ce sont des gares ornées d'une horloge, des tours, des statues, de grandes places, désertes ; à l'horizon passent des trains de chemin de fer. Voici quelques titres simplifiés pour ces peintures étrangement métaphysiques : L'Énigme de l'oracle, La Tristesse du départ, L'Énigme de l'heure, La Solitude et le sifflement de la locomotive. »
En 1910, il a rencontré et est devenu un ami de la famille des éditeurs Emilio Bestetti, et a commencé à travailler comme illustrant pour la maison d'édition Bestetti Edizioni d'arte à Rome et à Milan. En 1924 et 1932 a participé à Biennale de Venise et 1935 à Quadriennale de Rome.
Un peintre italien vivant alors à Paris, Ardengo Soffici, qui sera à l'origine des mouvements picturaux d'avant-garde en Italie, écrit en 1914 : « La peinture de de Chirico n'est pas peinture dans le sens que l'on donne aujourd'hui à ce mot. On pourrait la définir, une écriture de songe. Au moyen de fuites presque infinies d'arcades et de façades, de grandes lignes droites, de masses immanentes de couleurs simples, de clairs-obscurs quasi funéraires, il arrive à exprimer, en fait, ce sens de vastitude, de solitude, d'immobilité, d'extase que produisent parfois quelques spectacles du souvenir dans notre âme quand elle s'endort… »
de Chirico reprend à son compte le qualificatif « métaphysique » et, de retour en Italie, à Ferrare, en 1915, il fonde le mouvement Pittura metafisica avec le peintre futuriste Carlo Carrà. Malgré sa fréquentation des milieux nationalistes de l'avant-garde culturelle italienne, notamment le peintre Ardengo Soffici déjà nommé, et le futuriste Giovanni Papini, deux expositions organisées à Rome suscitent l'hostilité des critiques d'art. On l'accuse d'« incapacité picturale » et cette accusation est doublée de réactions xénophobes : « de Chirico est un étranger non diplômé et ignorant de la grande peinture italienne. » de Chirico réagit en étudiant la peinture de la Renaissance, de Raphaël et du Titien.
Sans renier la métaphysique, de Chirico prône le retour à la tradition. Pour lui, il devient nécessaire de réapprendre les techniques picturales et graphiques, de s'appuyer sur les deux principes fondamentaux de la peinture que sont la couleur et le dessin, et de copier les maîtres. La copie, de Chirico en fait une pratique constante, non pas pour imiter, refaire ou contrefaire, mais pour « retrouver un chemin vers un paradis perdu […] où nous pourrions cueillir d'autres fruits que ceux déjà cueillis par nos grands frères antiques »,. C'est devant une toile de Titien que de Chirico a la « révélation de la grande peinture ».
Il se convertit alors à un style néoclassique (puis néoromantique et néobaroque) exaltant les valeurs du métier artisanal et de l'iconographie traditionnelle. Dans un article de 1919, intitulé Il Ritorno al mestiere (Le Retour au métier), de Chirico se définit comme pictor classicus : Pictor classicus sum, telle est désormais sa devise. Il voit la peinture d'avant-garde italienne comme un phénomène de décadence éthique travestie de l'idée illusoire du progrès. Il encourage donc les jeunes peintres à un retour à la tradition et l'étude assidue des grandes œuvres du passé.
En 1923, le groupe Valori plastici rompt avec le futurisme en publiant une sorte de manifeste Le Néo-classicisme, dont le « ton paraît […] bien proche du fascisme arrivé au pouvoir ». C'est alors que de Chirico adhère à Valori plastici. Il peint ses séries de Villes romaines, Fils prodigue et Argonautes à la grande déception d'André Breton : « Chirico, en continuant de peindre, n'a fait depuis dix ans que mésuser d'un pouvoir surnaturel… Cette escroquerie au miracle n'a que trop duré. »
La rupture définitive avec les surréalistes intervient en 1928. En réponse à sa nouvelle exposition organisée par Paul Guillaume (Marchand de sculpture africaine et de peinture contemporaine avec qui, en 1913, de Chirico a signé un contrat d'exclusivité), les surréalistes organisent une contre-exposition à laquelle ils donnent pour titre Ci-gît Giorgio de Chirico. Dans un compte rendu de cette exposition, Raymond Queneau conclut « qu'il est inutile de s'attarder derrière [ce] grand peintre […] Une barbe lui a poussé au front, une sale vieille barbe de renégat ». Cinquante ans plus tard, de Chirico répondra : « J'aurais préféré qu'on s'occupe de moi d'une façon plus intelligente. Mais je ne peux rien faire contre. »
La polémique n'empêche pas de Chirico de poursuivre son œuvre dans une voie plus académique mais aussi plus rémunératrice. Il s'entoure d'aides pour reproduire ses propres tableaux et investir ainsi les marchés européen et américain de l'Art, déclinant à l'infini ses tableaux dans son style « métaphysique ».

## Analyse de l’œuvre
On distingue généralement trois périodes dans l'évolution de Giorgio de Chirico :
- les années 1910, dont les œuvres dites « métaphysiques » l'ont consacré comme symbole de la modernité,
- les années 1920-1930, période romantico-baroque, au cours de laquelle de Chirico revient sur des positions qu'il avait précédemment dénoncées,
- les années après 1940, qui voient le retour à une « néo-métaphysique » où se multiplient les répliques et les copies[22].

### Période «métaphysique»
« Par un clair après-midi d'automne j'étais assis sur un banc au milieu de la Piazza Santa Croce à Florence. J'eus alors l'impression étrange que je voyais toutes les choses pour la première fois. Et la composition de mon tableau me vint à l'esprit. » C'est ainsi que de Chirico raconte comment lui est venu L'Énigme d'un après-midi d'automne peinte en 1910.
Dans une lettre de janvier 1911 à son ami Fritz Gartz (de), de Chirico tente d'expliquer la transformation qu'il ressent : « Un nouvel air a inondé mon âme — j'ai entendu un nouveau chant — et le monde entier me semble maintenant totalement transformé — l'après-midi d'automne est arrivé — les ombres longues, l'air limpide, le ciel gai — en un mot Zarathoustra est arrivé, vous m'avez compris ».
Jusqu'en 1917, de Chirico ne cessera de peindre des tableaux à l'apparente simplicité mais à forte suggestion prémonitoire, jouant sur des chromatismes sans nuances et des perspectives parfois aberrantes : horizons bas et lointains, éléments architecturaux monumentaux côtoyant au premier plan des objets les plus incongrus (gant, mannequins de couturier, empreinte de poisson ou de coquillage, artichauts, locomotives), désertification (« désertion » ?) des espaces malgré les têtes sculptées, bustes ou statues en pied. De Chirico a créé un univers où les objets se mettent à faire des signes.
La peinture de Chirico est « métaphysique » parce qu'elle transpose la réalité au-delà de la logique habituelle ; elle joue sur le contraste entre la précision réaliste des objets et de l'espace représentés, et la dimension onirique que le peintre leur donne. Il travaille sur la capacité du rêve à générer des mondes à partir d'un élément connu. Comme il aime à le dire, de Chirico compose des « images révélées». L'Inquiétude du poète (parfois intitulé L'Incertitude…) compte parmi les œuvres les plus représentatives de cette période « métaphysique » : la rencontre fortuite d'un corps de femme, d'un régime de bananes et d'arcades, symboles érotiques, opposée au train en partance et à la représentation du corps féminin par l'intermédiaire d'une statue, engendre la profonde nostalgie d'un rendez-vous manqué.

« Lorsque après avoir quitté l'Académie de Munich je m'aperçus que la route que je suivais n'était pas celle que je devais suivre, je m'étais engagé dans les chemins tortueux […] d'abord quelques artistes modernes, dont Max Klinger et Böcklin surtout me captivèrent […]. Mais je compris de nouveau que ce n'était pas cela […]. C'est alors qu'au cours d'un voyage que je fis à Rome en octobre après avoir lu les ouvrages de Nietzsche, je me suis aperçu qu'il y a une foule de choses étranges, inconnues, solitaires, qui peuvent être traduites en peinture ; j'y ai longtemps réfléchi. Alors j'ai commencé à avoir les premières révélations […]. Une œuvre d'art vraiment immortelle ne peut naître que par révélation. »

— De Chirico, 1919
.
Au début des années 1920, de Chirico délaisse la peinture à l'huile pour la peinture a tempera : les pigments minéraux sont mélangés à de l'eau et à du jaune d'œuf, technique traditionnelle employée par les peintres du Quattrocento. La tempera permet un séchage rapide de la couleur qui est absorbée par la couche de préparation collante recouvrant le support. L'effet « décroché » ainsi obtenu rapproche la peinture de la fresque et renforce l'aspect religieux et mystérieux mais, en même temps, elle aplatit les formes. À la fin des années 1930, dans un souci de rendement, il emploie la technique de l'« huile emplastique » qui conjugue la rapidité de séchage de la tempera tout en conservant la brillance de l'huile. Ce procédé très en vogue chez les peintres français des XVIIIe et XIXe siècles faisait pourtant l'objet de critiques acerbes de la part de Chirico. Il ne voyait dans le baroque qu'un « art de femmelettes».

### LesÉnigmes
« Issues des souvenirs personnels de l'artiste, les Énigmes architecturales de Chirico sont aussi le fruit d'une tradition classique, d'une mémoire collective. Hantés par la figure d'Ariane, rythmés par le leitmotiv des arcades, ces paysages forment un espace métaphysique, précis et onirique à la fois, où les statues et les ombres ont pris la place des vivants. Progressivement, ces paysages se referment pour devenir des intérieurs dans lesquels les objets changent de fonction et de sens »

— Loreti.

### Ariane
C'est au musée du Louvre de Paris que de Chirico découvre l'Ariane allongée, un moulage en bronze du marbre hellénistique du Vatican de le Primatice (Primaticcio Francesco dit), ainsi qu'une copie en marbre réalisée par Cornelis van Cleve, et exposée dans les jardins de Versailles. Cette Ariane devient la figure mythique au cœur de la série Méditation, réalisée entre 1912 et 1913,.

### Les mannequins
Les mannequins qui peuplent les toiles de Chirico sont les personnages les plus énigmatiques et les plus emblématiques de la période « métaphysique », bien qu'ils soient présents et représentés jusqu'à la fin de sa vie. À connotation intellectuelle, ils sont un croisement entre les automates des XVIIIe et XIXe siècles, ceux du commerce exposés en vitrine et la statuaire africaine.

## Anecdote
- En 1923, d'une plate-forme d'autobus, Yves Tanguy aperçoit le tableau Le Cerveau de l'enfant exposé dans la vitrine de la galerie de Paul Guillaume. Il saute du bus en marche pour le voir de plus près. Sans le savoir, André Breton reproduit la même réaction, six ans plus tard, quand, apercevant ce même tableau, il saute lui aussi de l'autobus en marche. À force d'insistance, Breton réussit à acheter ce tableau qui restera chez lui jusqu'à sa mort[30].

## Œuvres

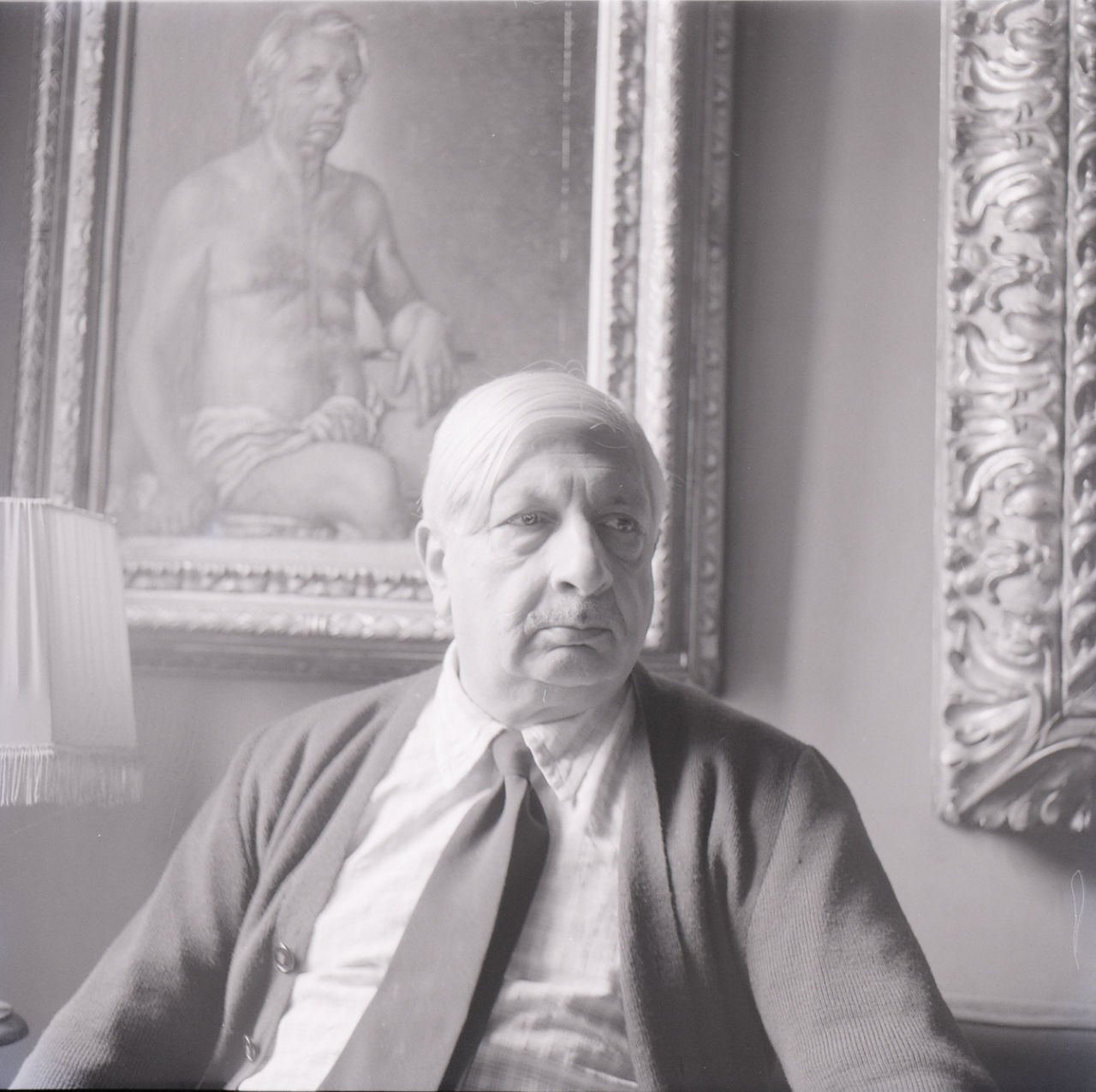
Giorgio De Chirico par Paolo Monti (1970)

### Peintures (huiles sur toile, sauf indication contraire)
- 1909 :
  - Le Centaure mourant 117 × 73 cm. Collection Galleria dell'Annunciata, Milan.
  - Combat de centaures 75 × 110 cm. Galleria Nazionale d'arte moderna.
  - Le Départ des Argonautes, été 1909.
  - L'Énigme de l'oracle, d'après Arnold Böcklin.
  - Portrait du frère de l'artiste 119 × 75 cm. Berlin, Staatliche Museen.
  - Triton et Sirène[31].
  - Ulysse et Calypso 104 × 150 cm). Kunstmuseum, Bâle.
  - Le Vol du centaure
- 1910 :
  - L'Énigme d'un après-midi d'automne 45 × 60 cm. Collection particulière.
  - L'Énigme de l'oracle[32]
  - Sérénade 82 × 120 cm. National galerie, Berlin.
- 1911 :
  - L'Énigme de l'heure 55 × 71 cm. Collection particulière.
  - La Mère de l'artiste 85,5 × 62 cm. Galleria nazionale d'arte moderna, Rome.
  - Le Retour du poète 66 × 87 cm. Collection particulière[33].
  - Portrait de l'artiste par lui-même, sous-titré Et quid amabo nisi quod ænigma est ? (Et qu'aimerai-je sinon l'énigme ?) 72,4 × 55 cm. Nuova galleria del Sogno, Lugano.
- 1912 :
  - L'Énigme de l'arrivée et de l'après-midi 70 × 86 cm. Collection particulière.
  - La Lassitude de l'infini 44 × 112 cm. Collection particulière.
  - La Méditation matinale 52 × 70 cm. Collection particulière.
  - Place d'Italie 50 × 60 cm. Collection Jesi, Milan.
- 1913 :
  - La Grande Tour ou La Tour rouge 123,8 × 52,7 cm. Kunstsammlung Nordrhein-Westfalen, Düsseldorf.
  - L'Incertitude du poète ou Incertitude du poète 106 × 94 cm. The Tate Gallery Londres.
  - Les Joies et les énigmes d'une heure étrange 83,7 × 129,5 cm. Collection particulière.
  - Mélancolie d'un après-midi.
  - La Mélancolie d'une belle journée 69,5 × 86,5 cm. Bruxelles, musées royaux des Beaux-Arts de Belgique.
  - La Nostalgie de l'infini
  - Place avec Ariane 135,6 × 180,5 cm. The Metropolitan Museum of Art, New York.
  - Portrait de Madame L. Gartzen 72,5 × 60 cm. Collection particulière.
  - La Récompense du devin
  - Le Rêve transformé 62,9 × 152,1 cm. The Saint-Louis Art Museum, Saint-Louis (Missouri).
  - La Surprise[24].
- 1914 :
  - L'Angoisse du départ
  - Le Cerveau de l'enfant 82 × 64,7 cm. Moderna museet, Stockholm.
  - Chant d'amour ou Chanson d'amour 73 × 59,1 cm.
  - La Conquête du philosophe 125,1 × 99,1 cm. Art Institute of Chicago, Chicago.
  - La Destinée du poète 71 × 87 cm. Collection Ruth Stephan Franklin, Greenwich.
  - L'Énigme de la fatalité
  - L'Énigme d'un jour 83 × 130 cm. Museu de arte contemporãnea, São Paulo.
  - L'Ennemi du poète 52,2 × 38,7 cm. Collection particulière.
  - Gare Montparnasse ou La Mélancolie du départ 140 × 184,5 cm. Museum of Modern Art, New York.
  - Mystère et mélancolie d'une rue
  - Portrait (prémonitoire) de Guillaume Apollinaire 81,5 × 65 cm. Centre Georges Pompidou, Paris.
- 1915 :
  - Le Double Rêve du printemps 56,2 × 54,3 cm. The Museum of Modern Art, New York.
  - Le Duo ou Les Mannequins de la tour rose
  - L'Inquiétude de la vie ou L'Astronome 42 × 33 cm. Houston (Texas), The Menil collection.
  - Méditation matinale 53 × 81 cm. Galerie Krugier & Cie, Genève.
  - Portrait de Paul Guillaume 79 × 57,2 cm. Musée de Grenoble.
  - Le Prophète 89,6 × 70,1 cm. New York, Museum of modern art.
  - Le Vaticinateur 89,6 × 70,1 cm. The Museum of Modern Art, New York.
- 1916 :
  - Intérieur métaphysique (avec grande usine) 96,3 × 73,8 cm. Staatsgalerie, Stuttgart.
  - Le Langage de l'enfant 28 × 41 cm. Collection particulière.
  - La Mélancolie de la chambre, crayon, œuvre dédicacée « à Paul Guillaume, cordialement G. de Chirico » 20,5 × 31 cm. Collection particulière.
  - La Mélancolie du départ[34]
  - Les Muses inquiétantes, Pinakothek der Modern, Munich.
  - Nature morte évangélique 80,5 × 71,4 cm. Musée des Beaux-Arts de Nakanoshima, Osaka.
  - La Révolte du sage 66 × 58 cm. Estorick Collection of Modern Italian Art, Londres.
  - Le Salut d'un ami lointain 48,2 × 36,5 cm. Collection particulière, Italie.
- 1917 :
  - Andromaque
  - Les Bains mystérieux Museo d'arte moderna di Ca' Pesaro, Venise. Reproduction dans Dossier de l'art, op. cit., p. 70.
  - La Chambre enchantée
  - Grand intérieur métaphysique 95,5 × 70,5 cm. Reproduction dans Beaux Arts Magazine, no 335, mai 2012, p. 162.
  - Le Grand Métaphysicien[35].
  - Intérieur métaphysique 54 × 73 cm. Collection particulière.
  - Les Jeux du savant[35]
  - Les Mathématiciens
  - Les Muses inquiétantes
  - La Muse métaphysique
  - Rêve de Tobie 65 × 40 cm. Collection particulière.
  - La Révélation du solitaire ou Intérieur métaphysique 45,8 × 30,2 cm. Collection particulière.
- 1918 :
  - Le Revenant (78 × 94 cm), collection particulière (en 1972).
  - Hector et Andromaque
- 1919 :
  - Autoportrait Collection particulière.
  - Autoportrait (avec statue de profil) Collection particulière.
  - Mélancolie hermétique 62 × 49,5 cm. Musée national d'art moderne, Paris.
  - Paysage métaphysique 45 × 15 cm. Hulton Collection, Londres.
  - Portrait de l'artiste avec sa mère 79,7 × 60,4 cm. Musée national d'art moderne, Paris.
  - Le Retour du fils prodigue 80 × 99 cm. Collection particulière.
- 1920 :
  - Portrait avec l'ombre[36].
- 1921 :
  - Peruginesca Milan, Civico museo d'arte contemporanea di Palazzo Reale.
- 1922 :
  - Le Fils prodigue 87 × 59 cm. Civico museo d'arte contemporanea, Milan.
  - Paysage romain[37].
  - Ulysse au bord de la mer 90 × 70 cm. Collection particulière.
  - Villa romaine ou Villa italienne, tempera sur toile 56 × 76 cm. Collection particulière.
- 1923 :
  - L'Autoportrait avec un buste de Mercure[38].
  - Le Départ du chevalier errant II, d'après Arnold Böcklin, L'Île des morts[39].
- 1924 :
  - Autoportrait à la palette, avec l'inscription latine « la gloire éternelle me sera attribuée »
  - Autoportrait avec son frère Collection particulière. Reproduction dans Dossier de l'art, op. cit., p. 55.$
  - Hector et Andromaque (deuxième version) 98,5 × 74,5 cm. Galleria Nazionale d'Arte Moderna, Rome.
- 1925 :
  - Autoportrait (en train de se transformer en statue), tempera sur toile 75 × 62 cm. Collection particulière, Italie.
  - Le Condottiere 80,4 × 62,7 cm. Collection particulière.
  - Le Poète et sa muse 91,1 × 73,7 cm. The Philadelphia Museum of Art, Philadelphie.
  - "Les Philosophes grecs 115 × 85 cm. Huile sur toile, Collection Nahmad, Suisse.
- 1926 :
  - Composition avec autoportrait Béziers, musée des Beaux-Arts. Tableau volé le 16 novembre 2017.
  - Les Époux 60,8 × 50,2 cm. Musée de Grenoble.
  - Les Rivages de la Thessalie
  - Romaines Moscou, musée Pouchkine.
- 1927 :
  - Les Archéologues 116 × 89 cm. Galleria Nazionale d'arte moderna, Rome.
  - L'Esprit de domination 89 × 116 cm). Collection particulière.
  - Gladiateurs et lion
  - Les Meubles dans la vallée Collection Pallini, Milan.
- 1928 :
  - L'Archéologue au temple, gouache sur toile Paris, Galerie Daniel Malingue.
  - La Cohorte invincible
  - L'École des gladiateurs Milan, Civico museo d'arte contemporanea.
  - Le Gladiateur au repos 183 × 123 cm.
  - Les Gladiateurs Collection particulière.
- 1929 :
  - Combat de gladiateurs dans une chambre 35 × 46,6 cm. Collection particulière, Rome.
  - L'Homme invisible
- 1930 :
  - Cheval blanc ou Cheval et Gladiateurs 65 × 81 cm. Paris, musée national d'art moderne.
  - L'Énigme du départ ou L'Énigme d'un départ 65 × 50 cm. Collection particulière.
- 1934 :
  - Baigneuses sur la plage
  - Deux chevaux sur la plage Collection particulière.
- 1936 :
  - Banlieue de la ville paranoïa-critique.
- 1938 :
  - Place d'Italie et Ariane.
- 1940 :
  - Roger et Angélique 91 × 116 cm. Collection particulière.
- 1942 :
  - Autoportrait en costume rouge 66 × 51 cm. Collection particulière.
  - Hector et Andromaque 80 × 60 cm. Collection particulière.
- 1945 :
  - Autoprotrait nu 60,5 × 50 cm. Galleria Nazionale d'arte moderna, Rome.

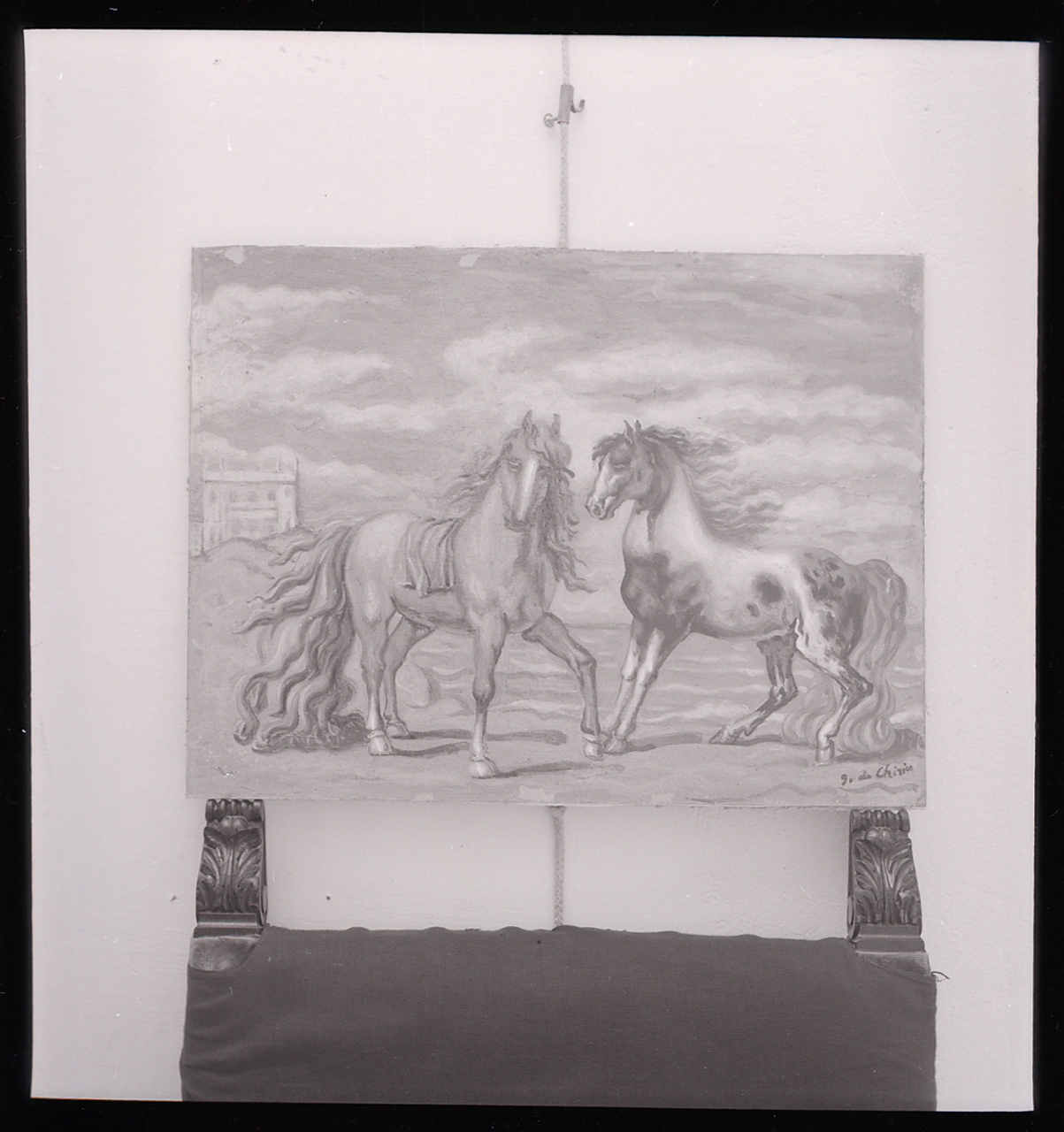
Photographie de Paolo Monti en 1960

  - Portrait d'homme (d'après Titien), huile sur carton 31 × 23 cm. Fondation Giorgio et Isa de Chirico, Rome.
- 1946 :
  - Autoportrait en costume du XVIIe siècle 82,5 × 59 cm. Galleria Nazionale d'arte moderna, Rome.
  - Hector et Andromaque (troisième version) Collection particulière.
- 1948 :
  - Bains mystérieux avec statue 60 × 50 cm. Collection privée.
  - La Chute de Phaéton, tempera sur toile (50 × 40 cm), Fondation Giorgio et Isa De Chirico, Rome.
- 1950
  - L'Addio del'amico che parte all'amico che rimane 40 × 50 cm. Tornabuoni Art, Paris. Reproduction dans Connaissance des arts no 787, décembre 2019, p. 108.
- 1957 :
  - Bacchus, d'après Guido Reni Fondation Giorgio et Isa de Chirico, Rome.
- 1958 :
  - Le Cygne mystérieux Collection particulière.
  - Nature morte aux petites tomates rouges 40 × 50 cm. Fondazione Giorgio e Isa De Chirico, Rome.
- 1959 :
  - Autoportrait dans un parc 156,5 × 100 cm. Fondation Giorgio et Isa de Chirico, Rome.
- 1960 :

- - Scène mythologique, d'après Rubens 40 × 50 cm. Fondation Giorgio et Isa de Chirico, Rome.
- 1961 :
  - Les Muses inquiétantes, version différente du tableau de 1918 : à l'horizon, la tour et le train en marche ont remplacé le château de Ferrare 97 × 66 cm. Collection particulière, New York.
- 1962 :
  - Piazza d'Italia 40 × 50 cm. Collection particulière, Italie.
- 1967 :
  - Soleil dans une chambre.
- 1968 :
  - Offrant au soleil 59 × 50 cm. Fondation Giorgio e Isa De Chirico, Rome.
  - Place d'Italie, Gran Gioco 60 × 80 cm. Galleria Muciacia.
  - Retour d'Ulysse 59,5 × 80 cm. Fondation Giorgio e Isa De Chirico, Rome.
  - Œdipe et le Sphinx
- 1969 :
  - Les Gladiateurs sur le Paladin Collection particulière.
  - Intérieur métaphysique avec soleil80 × 60 cm. Fondation Giorgio e Isa De Chirico, Rome.
- 1970 :
  - Composition métaphysique avec tête de Jupiter 75 × 50 cm. Paris, musée national d'art moderne.
  - La Lassitude d'Orphée, d'après Raphaël, Le Parnasse 149 × 147 cm. Fondation Giorgio e Isa De Chirico, Rome.
- 1971 :
  - Intérieur métaphysique avec soleil éteint
  - Place d'Italie avec soleil éteint 50,5 × 70 cm. Musée national d'Art moderne, Paris.
  - La Place mystérieuse
- 1973 :
  - Antigone consolatrice 91 × 73 cm. Paris, musée nationale d'art moderne.
  - Bains mystérieux le matin Collection particulière.
  - La Fontaine des bains mystérieux, construite dans le jardin du Palazzo dell'Arte de Milan
  - Les Masques 25 × 18 cm. Collection particulière.
  - Le Retour d'Ulysse 60 × 73 cm. Paris, musée national d'art moderne.
- 1974 :
  - Le Peintre des chevaux, d'après Raphaël, Saint Luc peignant la Vierge
- 1975 :
  - Tête d'animal mystérieux 50 × 60 cm. Paris, musée national d'art moderne.

### Lithographies
- Soixante-six lithographies traitant de soleils et de lunes pour illustrer une réédition de 1930 de Calligrammes de Guillaume Apollinaire[40].
- Dix lithographies traitant des Bains mystérieux, pour illustrer une édition de 1934 de Mythologie de Jean Cocteau.

### Sculptures
- Cheval et cavalier, 1967, bronze[41]
- Pénélope et Télémaque, après 1970, bronze (1/9) 41 × 21 × 22,5 cm. Collection particulière.

### Écrits
- Il ritorno al mestiere, in Valori plastici, nos 11-12, novembre-décembre 1919[42].
- Sull'arte metafisica - Estetica metafisica, article paru dans Valori plastici, nos 4-5, avril-mai 1919[43].
- Arnoldo Böcklin, article paru dans Il Convegno, mai 1920[37].
- Il senso architettonico nella pittura antica, article paru dans Valori plastici, nos 5-6, mai-juin 1920[44].
- Max Klinger, article paru dans Il Convegno, novembre 1920[37].
- Salve Lutetia, article paru dans Bulletin de l'effort moderne, no 33, mars 1927[39].
- Le Survivant de Navarin, Le Fils de l'ingénieur, publiés à la suite d'une monographie écrite par Waldemar George, Chirico avec des fragments littéraires de l'artiste, Éditions des Chroniques du jour, 1928[45].
- Hebdomeros, le peintre et son génie chez l'écrivain, Paris, Éditions du Carrefour, coll. « Bifur », 1929 (3 février 1930), br, jaq. ill., 253, in-16° (OCLC 462757618, BNF 31942474, SUDOC 100241980, présentation en ligne) ; rééd. par Henri Parisot dans la collection « L'Âge d'or », Paris, Flammarion, 1964.
- Dessins, livre lithographique de dessins originaux en collaboration avec Romano Sistu, Editeur Aro d'Arte, 1964
- Une aventure de M. Dudron, couverture illustrée par Mario Prassinos, Paris, Fontaine, coll. « L'Âge d'or », 1945.
- Mémoires, 1962, Milan, Rizzolo Editore ; traduction en français (revue par Chirico) de Martin Tassilit, Paris, La Table Ronde, 1965. Nouvelle édition Paris, Flammarion, 2009  (ISBN 978-2-0812-2501-5).
- Poèmes Poesie, textes français et italiens (retrouvés et prés. par J.-Ch. Vegliante), Paris, Les Langues néo-latines (choix), puis : Solin 1981.
- L'Art métaphysique, textes réunis et présentés par Giovanni Lista, Paris, L'Échoppe, 1994.
- Monsieur Dudron, Paris, Éditions La Différence, 2004.
- À partir de 1911, Chirico a tenu des carnets d'impressions et de souvenirs. Il en a vendu quelques-uns à André Breton (restés inédits à ce jour), Paul Éluard, Jean Paulhan et Picasso[46].

### Œuvres de Giorgio de Chirico dans les musées
- Museo Novecento de Florence
- Musée des Beaux-Arts de Nakanoshima, Nature morte évangélique.
- Galerie nationale d'Art moderne et contemporain, Rome
- Musée d'Orsay, Paris